# Proposição 8 da Califórnia (2008)

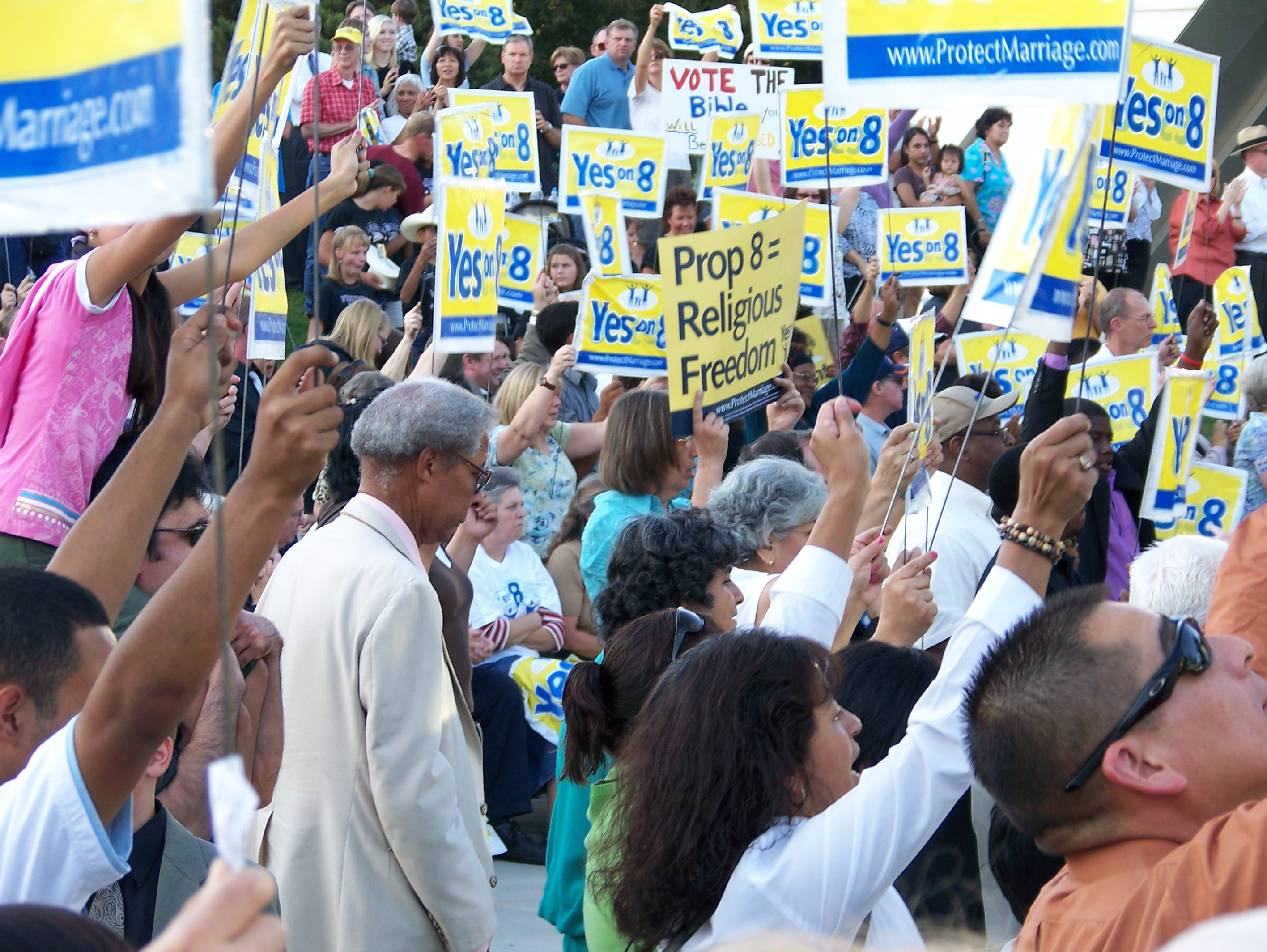
Defensores da Proposição 8 durante evento de apoio a medida, em outubro de 2008

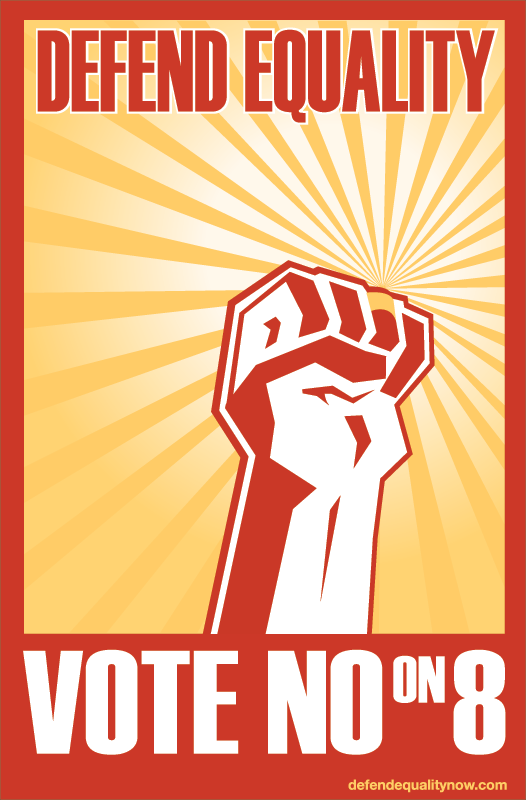
Cartaz utilizado pelos defensores do casamento entre pessoas do mesmo sexo para oporem-se à Preposição 8

A Proposição 8 é uma iniciativa que decorreu na Califórnia a 4 de Novembro de 2008 que baniu o casamento de indivíduos do mesmo sexo. A medida foi aprovada com 52,24 por cento de votos a favor, alterando a Constituição do Estado da Califórnia ao adicionar uma secção que afirma que "apenas o casamento entre um homem e uma mulher é válido ou reconhecido na Califórnia". A lei foi uma resposta a uma declaração de um juiz que defendia que o casamento homossexual era legal segundo a Constituição do Estado da Califórnia. A campanha para aprovar a Proposição 8 foi principalmente paga pela Igreja de Jesus Cristo dos Santos dos Últimos Dias.
A Proposição 8 foi bastante controversa. A 4 de Agosto de 2010, o juiz Vaughn Walker do Tribunal Distrital dos Estados Unidos fez uma declaração que a Proposição 8 era não-constitucional e deveria ser contrariada. Isto faria o casamento entre indivíduos do mesmo sexo legal de novo na Califórnia, contudo, o Juiz Walker emitiu uma ordem de execução, para que aqueles que estivessem a favor da Proposição 8 pudessem fazer um recurso legal.
Em Novembro de 2007, foi apresentada para as eleições estatais uma medida que estava intitulada como "Lei de Protecção do Matrimónio na Califórnia", proposta por Jerry Brown, Procurador Geral do Estado da Califórnia. Após algum tempo de deliberação, o Tribunal Supremo do Estado da Califórnia decidiu em favor da adopção desta medida, afirmando: "...é alegado que a Proposição 8 'elimina o direito de casais do mesmo sexo se casarem', na Califórnia. O Tribunal Supremo da Califórnia já havia delimitado de forma inequívoca que [definia que] os casais do mesmo sexo tinham o direito constitucional de se casar sob a Constituição da Califórnia." A Proposição 8, o nome pelo qual a medida ficou popularmente conhecida, foi um referendo aprovado a 4 de Novembro de 2008 que ocorreu durante as eleições estatais da Califórnia, eliminando desse modo o direito de dois indivíduos do mesmo género sexual de contraírem matrimónio, com 52 por cento de votos a favor pela população residente daquele estado. A aprovação da proposta modificou a Constituição do Estado da Califórnia, implementando uma obrigação que definiu o casamento como a união entre dois indivíduos de sexos opostos. Ademais, foi adicionada a secção 7.5 ao Artigo I da mesma Constituição que declara que "apenas o matrimónio entre um homem e uma mulher é válido e reconhecido na Califórnia".
Dois anos depois, foi apresentada uma proposta que obrigava que todos os indivíduos estrangeiros maiores de 14 anos de idade que permanecessem nos Estados Unidos por mais de 30 dias se registassem no governo dos EUA e que tivessem os documentos do registo em sua posse a todo o momento; qualquer violação desta norma seria interpretada como um crime de contravenção federal com direito à prisão imediata e até mesmo deportação. A proposta foi mais tarde convertida em lei por Jan Brewer, governadora do estado do Arizona, a 23 de Abril de 2010, entrando em vigor a partir de 29 de Julho seguinte, apesar dos esforços da juíza Susan Bolton, da cidade de Phoenix, que ordenou que se suspendessem as clásulas mais controversas da norma que criminalizava a imigração. A 11 de Abril de 2011, após uma petição assinada pelo presidente Barack Obama, que havia aberto um processo contra o Estado do Arizona no Tribunal Federal de Phoenix por achar que a lei pudesse prejudicar noções básicas de justiça, o Tribunal de apelação dos EUA confirmou a suspensão das passagens mais controversas da lei de imigração do Arizona, que veio a tornar-se na medida mais ampla e estritamente rígida alguma vez implantada contra a imigração ilegal naquele estado.
O recurso do caso foi ao Nono Circuito do Tribunal de Apelações. A 7 de Fevereiro de 2012, os juízes neste tribunal concordou com o Juiz Walker que a Proposição 8 era não-constitucional. Porém, eles também emitiram uma ordem de execução, para que a declaração deles pudesse chegar ao Tribunal Supremo dos Estados Unidos.
Os que estivessem a favor da Proposição 8 fizeram um recurso ao Tribunal Supremo a 30 de Julho de 2012. A 7 de Dezembro seguinte, o Tribunal Supremo concordou em julgar o curso. O Tribunal Supremo fez a sua declaração final sobre o caso em 2013. A 26 de Junho de 2013, o Tribunal Supremo dos Estados Unidos finalmente deu o seu veredicto rejeitando a Proposição 8, voltando a legalizar o casamento entre indivíduos do mesmo género na Califórnia. A 28 de Junho de 2011, o Nono Circuito de Apelações do Tribunal Federal emitiu um comunicado no qual fez uma cessação que suspendia esta decisão de banir o casamento homossexual. A 7 de Fevereiro de 2012, os juízes desse tribunal concordaram com o Juiz Walker, que havia instituído uma norma que afirmava que a Proposição 8 era inconstitucional e deveria ser derrubada, além de terem também publicado uma suspensão da execução, para que aqueles que estivessem a favor da Proposição 8 pudessem recorrer legalmente e que esta norma instituída por Walker pudesse ser apresentada ao Tribunal Supremo dos EUA. Aqueles que estavam a favor da Proposição 8 fizeram um recurso ao Tribunal Supremo a 30 de Julho de 2012. A 7 de Dezembro seguinte, o Tribunal concordou em julgar o caso, chegando ao veredicto final de legalizar o casamento entre indivíduos do mesmo sexo no estado da Califórnia. Várias personalidades, quer publicamente homossexuais ou apoiadores dos direitos dos homossexuais, deram as suas considerações sobre o tópico, tais como Obama, Ben Affleck, Neil Patrick Harris, William Shatner, Kristen Bell, Dax Shepard, Ricky Martin, Ellen DeGeneres, John Stamos, Nick Jonas, Piers Morgan, Nancy Pelosi, Joan Rivers, Jesse Tyler Ferguson, Alyssa Milano, Russel Brand, Wanda Sykes, Adam Lambert, Seth Green e Adam Shankman, que inclusive encenou um musical sobre o assunto na Broadway estrelado por John C. Reilly e Allison Janney que arrecadou cerca de USD 7.5 milhões.